# Lüjing Tower
| Dieser Artikel wurde auf der Qualitätssicherungsseite des WikiProjekts Planen und Bauen eingetragen. Dies geschieht, um die Qualität der Artikel aus den Themengebieten Bautechnik, Architektur und Planung auf ein akzeptables Niveau zu bringen. Dabei werden Artikel, die nicht maßgeblich verbessert werden können, möglicherweise in die allgemeine Löschdiskussion gegeben. Hilf mit, die inhaltlichen Mängel dieses Artikels zu beseitigen, und beteilige dich an der Diskussion! |

Der Lüjing Tower (englisch), deutsch Lüjing-Turm (chinesisch 绿景大厦, Pinyin Lǜjǐng Dàshà oder 绿景纪元大厦,  Lǜjǐng Jìyuán Dàshà), ist mit 273 Metern und 56 Etagen einer der höheren Wolkenkratzer in Shenzhen; er steht im Stadtbezirk Futian. Baubeginn war 2007, fertiggestellt wurde das Gebäude im Jahr 2011.
Da er das höchste der drei Bauwerke des Komplexes NEO Towers ist, wird er auch NEO Tower A genannt.